# كلايد إيفانز
كلايد إيفانز (بالإنجليزية: Clyde Evans)‏ هو سياسي أمريكي، ولد في 14 يناير 1938 في ريو غراندي في الولايات المتحدة. حزبياً، نشط في الحزب الجمهوري. وقد انتخب عضو مجلس نواب أوهايو. توفي يوم 11 أغسطس 2021.